# Colletes dimidiatus
Colletes dimidiatus är en biart som beskrevs av Gaspard Auguste Brullé 1840. Colletes dimidiatus ingår i släktet sidenbin, och familjen korttungebin. Inga underarter finns listade i Catalogue of Life.

## Bildgalleri

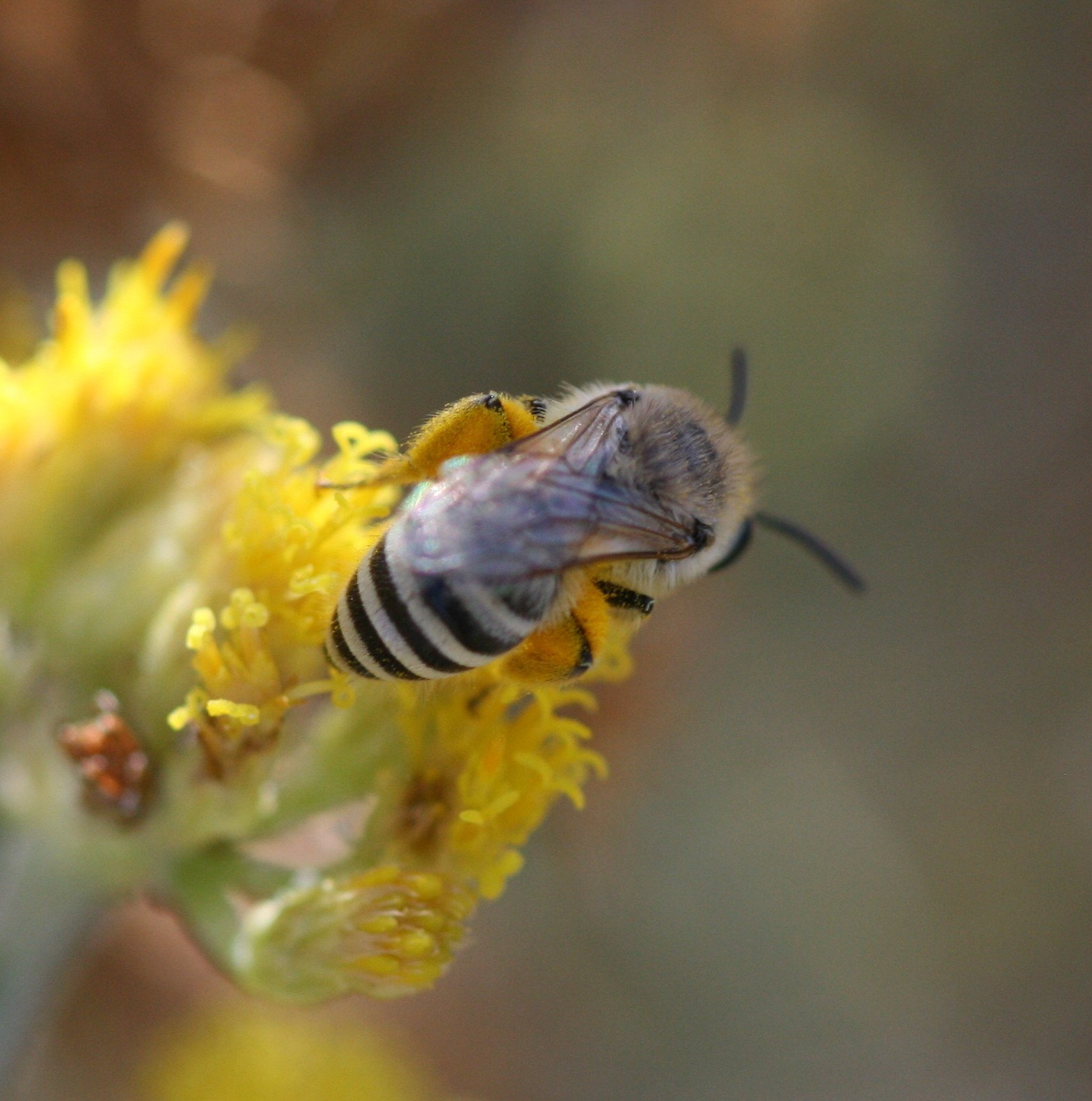
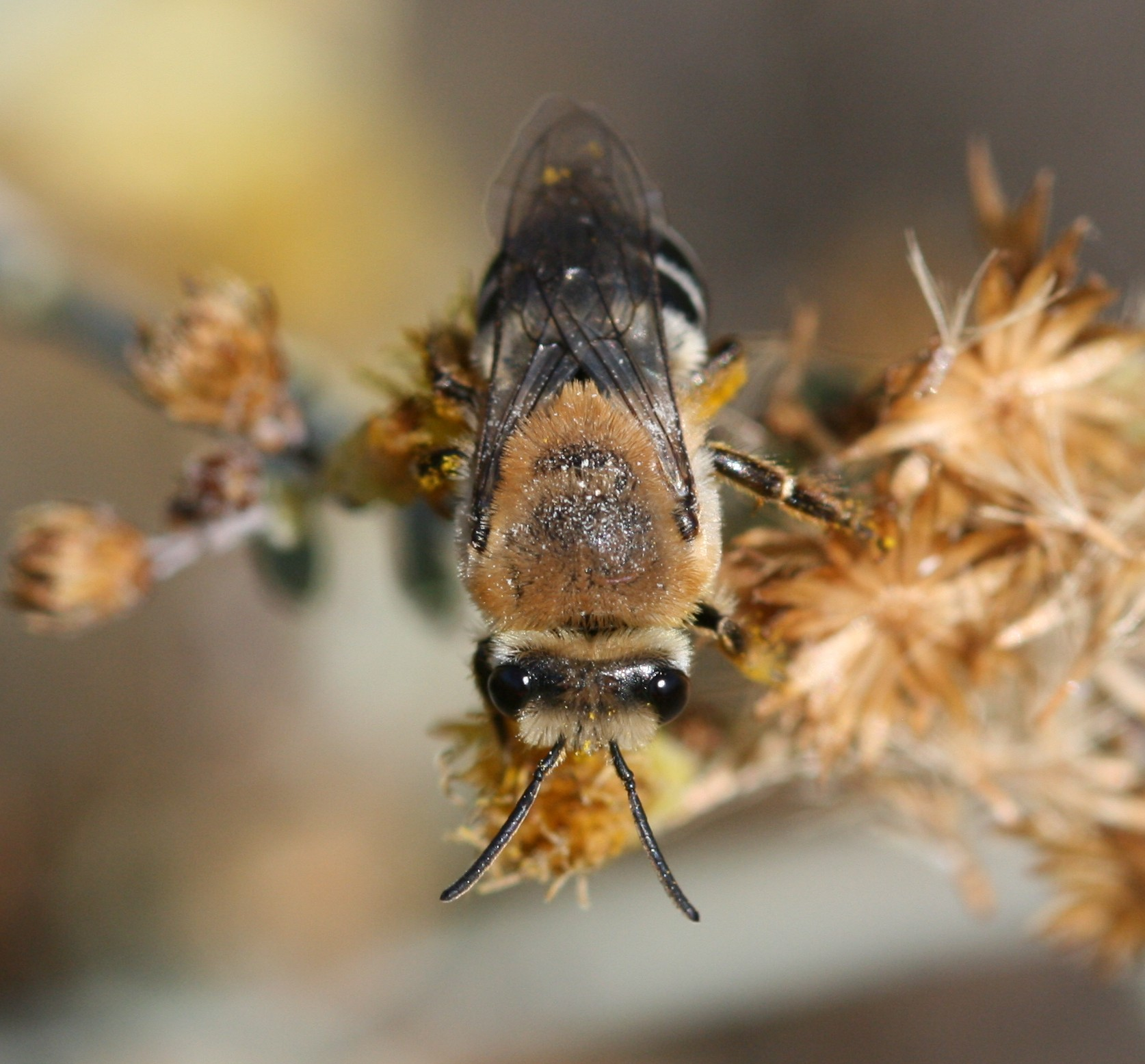